# Melvin Alm Mendoza
Melvin Alm Mendoza, född 19 augusti 2002, är en filippinsk/svensk innebandyspelare som spelar för det filippinska landslaget. Till vardags spelar han i klubblaget Linköping Innebandy. Han började karriären i Bälinge IF 2008.

## Landslagsturneringar[1]
VM-kval 2024
5 matcher (11+4) 15 poäng
SEA Games 2023
5 matcher (12+7) 19 poäng
VM 2022
5 matcher (10+3) 13 poäng
VM-kval 2022
4 matcher (7+3) 10 poäng
VM 2020
5 matcher (13+6) 19 poäng